# 唯月優花
唯月 優花（ゆづき ゆうか、1997年4月6日 - ）は、日本のAV女優。C-more ENTERTAINMENT所属。

## 略歴・人物
東京都出身。
趣味は読書、特技は韓国語。
2020年8月にAVデビュー
2021年2月よりプレステージ専属女優となる。

## 作品

### アダルトDVD
- 新・素人娘、お貸しします。 VOL.91（9月4日、プレステージ）[3]

- エロ無限大∞限界突破のHカップ! 専属デビュー!（2月19日、プレステージ）
- 天然成分由来 唯月優花汁 120% 70（3月19日、プレステージ）
- 風俗タワー 性感フルコース 3時間SPECIAL ACT.34（4月16日、プレステージ）
- 超♡透け透けスケベ学園 CLASS 11 青春は透き通る位じゃなきゃダメなんだ!（5月14日、プレステージ）
- 唯月優花の極上筆おろし 42 童貞ガチ素人3名全員マ●コで卒業!!射精率100%（7月16日、プレステージ）
- 人生初・トランス状態 激イキ絶頂セックス 57（8月13日、プレステージ）
- 女子マネージャーは、僕達の性処理ペット。 040（9月10日、プレステージ）
- 美少女と、貸し切り温泉と、濃密性交と。 15（10月8日、プレステージ）
- からかい上手の唯月さん。（11月12日、プレステージ）
- なまなかだし 42 唯月優花（12月10日、プレステージ）

- 中出し やりたい放題 11 唯月優花（1月14日、プレステージ）
- 唯月優花 8時間 BEST PRESTIGE PREMIUM TREASURE vol.1（2月4日、プレステージ）※単体ベスト
- ※胸糞NTR 最悪の鬱勃起映像 幸せを約束した大好きな彼女がおっさんに寝取られて、壊されました。唯月優花（5月13日、プレステージ）

### 配信限定
- 【初撮り】【SS級おっぱい】【仰け反ってしまう敏感身】G乳を揺らし必死で感じる美人介護士。セクハラばかりされるグラマーな肉体を欲望に任せて貪ると.. ネットでAV応募→AV体験撮影 1311（2020年8月10日、シロウトTV）※「優花」名義

### デジタル写真集
2021年
- Full Moon（3月19日、プレステージ出版、撮影：ナカヤマトモアキ）-【グラビア写真集】と【ヌード写真集】の2種類あり。
- Yutopia.（8月6日、プレステージ出版、撮影：街田和由）-【グラビア写真集】と【ヌード写真集】の2種類あり。

2022年
- PRESTIGE POSE MESSAGE 唯月優花 01（10月28日、プレステージ出版）

2023年
- PRESTIGE POSE MESSAGE 唯月優花 02（7月14日、プレステージ出版）
- PRESTIGE POSE MESSAGE 唯月優花 03（7月14日、プレステージ出版）
- 唯月優花 DX EDITION（7月28日、プレステージ出版）
- PRESTIGE POSE MESSAGE 唯月優花 04（10月27日、プレステージ出版）
- PRESTIGE POSE MESSAGE 唯月優花 05（11月17日、プレステージ出版）